# Ana María Lynch
Ana María Lynch el veritable nom del qual era Ana María Martínez (San Rafael, Mendoza, Argentina, 13 de desembre de 1918- Beverly Hills, Califòrnia, Estats Units, 25 de gener de 1976) va ser una actriu de cinema argentina.

## Trajectòria professional
Considerada una de les actrius més belles del cinema argentí, quan treballava com a extra en 1938 a Madreselva va conèixer a Hugo del Carril amb qui va iniciar una relació sentimental que el va ajudar a impulsar la seva carrera actoral. Després de filmar diverses pel·lícules va viatjar amb Hugo del Carril a Mèxic on va actuar a El puente del castigo (1946) i a Cuba, on va treballar a Como tú ninguna, del mateix any. De retorn a l'Argentina va filmar dues pel·lícules i després va romandre uns anys allunyada dels sets, retornant en 1955 dirigida per del Carril a La Quintrala, film basat en la vida de la terratinent xilena Catalina de los Ríos y Lisperguer. Durant la dictadura coneguda com a Revolució Alliberadora es va prohibir l'actuació de figures per haver tingut contacte amb el justicialisme. Noms com Enrique Santos Discépolo, Roberto Sciammarella, Mariano Mores, Carlos Acuña, Tita Merello, Lola Membrives, Eduardo Cuitiño, Sabina Olmos, Charlo i Ana María Lynch, van ser esborrats per decret. Juntament amb Hugo del Carril, que després d'estar detingut per ordre del dictador Pedro Eugenio Aramburu al penal de Las Herases va establir a Mèxic. A finals del 55, ja a l'exili va trencar la seva relació amb del Carril i va emigrar a Hollywood on va contreure matrimoni amb el director Hall Bartlett i amb el nom d'Ana St. Clair va intervenir en dos films dirigits pel seu espòs. En 1962 va integrar la delegació estatunidenca que va concórrer al Festival Internacional de Cinema de Mar del Plata i posteriorment va estar al capdavant d'una empresa de cosmètics fins a la seva defunció a Beverly Hills, Califòrnia, el 25 de gener de 1976.

## Valoració
La seva participació més destacada va ser a Mi vida por la tuya amb Mecha Ortiz i Emma Gramatica i a La Quintrala d'Hugo del Carril.Segons el crític Claudio España:
| « | "Ana María Lynch i Laura Hidalgo, van ser construïdes com a imatges per a fer mal als homes. Tanmateix, no quedaven malament com a dones per la mentalitat del moment perquè hi havia penediment final: les dolentes s'agenollaven o entraven en una butaca de rodes a l'església o vivien alguna situació de redempció que apaivagava a l'espectador, sobretot a l'espectadora que s'havia enlluernat amb dones tan belles i terribles. En conseqüència, no hi havia perill que les senyores tractessin d'imitar-les, que cacessin un fuet per pegar-li a un capellà, ni tampoc que es mostressin massa sensuals amb els seus fills com Laura Hidalgo en aquest gran melodrama que és Armiño negro...Ella va fer sofrir molt a Hugo del Carril, que la va estimar com a pocs homes han estimat a una dona en la seva vida. La Lynch el va enganyar permanentment: va ser amant, per exemple, d'aquell ministre de Perón, Antonio Benítez, que li va produir La bestia humana i La Tierra del Fuego se apaga, i va viatjar amb ella a Itàlia per contractar a Erno Crisa i a Massimo Girotti. Hugo del Carril havia conegut a Ana María al començament dels ’40 i la tempestuosa relació va durar més de quinze anys. Mai diria que Alberto Closas va estar realment enamorat d'Amelia Bence, però sí que Hugo va adorar a la Lynch. Crec que finalment la gran venjança d'ell va ser dirigir-la a La Quintrala: no conec a un altre director que hagi fet amb la seva esposa un retrat femení tan terrible i pervers com el que va fer Hugo amb donya Catalina de los Ríos y Lisperguer... Per descomptat, el públic no s'assabentava de les infidelitats d'Ana María Lynch perquè a Radiolandia i altres mitjans sortien uns reportatges ingenus, on la vida de les estrelles era generalment de color rosa” | » |

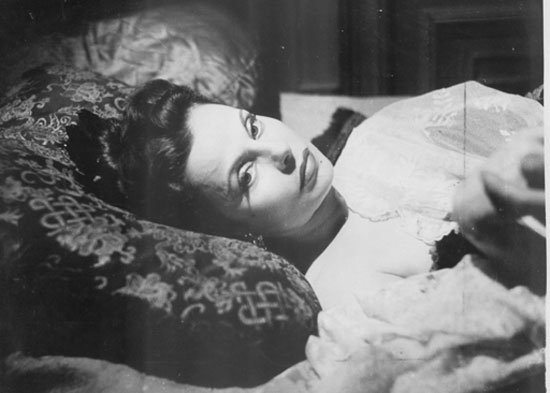
Ana María Lynch a La Quintrala (1955)

## Filmografia
Actriu
- Los guardianes (1963) (com Ana St. Clair) .... Ana
- El paso de la muerte (1960) (com Ana St. Clair) .... Maya
- La bestia humana (1957)
- La Tierra del Fuego se apaga (1955)
- La Quintrala (1955) .... Catalina de los Ríos y Lisperguer, La Quintrala
- Mi vida por la tuya (1951) .... Núvia d'Andrés
- La mujer más honesta del mundo (1947)
- Como tú ninguna (1946)
- El puente del castigo (1946)
- La suerte llama tres veces (1943)
- Amor último modelo (1942)
- En la luz de una estrella (1941)
- Confesión (1940)
- El astro del tango (1940)
- Madreselva (1938)